# Маган, Александр
Алекса́ндр Ма́ган (нидерл. Alexander Magan; род. 25 сентября 1993) — нидерландский кёрлингист, тренер по кёрлингу.
В составе мужской сборной Нидерландов — участник чемпионатов мира и Европы.

## Команды
| Сезон                                               | Четвёртый       | Третий              | Второй              | Первый              | Запасной                                       | Турниры                              |
| --------------------------------------------------- | --------------- | ------------------- | ------------------- | ------------------- | ---------------------------------------------- | ------------------------------------ |
| 2016—17                                             | Яп ван Дорп     | Ваутер Госгенс      | Лауренс Хукман      | Карло Гласберген    | Александр Маган тренер: Шари Лейббрандт-Деммон | ЧМ 2017 (11 место)                   |
| 2017—18                                             | Яп ван Дорп     | Ваутер Госгенс      | Лауренс Хукман      | Карло Гласберген    | Александр Маган тренер: Шари Лейббрандт-Деммон | ЧЕ 2017 (7 место) ЧМ 2018 (10 место) |
| 2018—19                                             | Ваутер Госгенс  | Яп ван Дорп         | Лауренс Хукман      | Карло Гласберген    | Александр Маган тренер: Шари Лейббрандт-Деммон | ЧЕ 2018 (8 место)                    |
| 2018—19                                             | Olaf Bolkenbaas | Александр Маган     | Тобиас ван ден Хюрк | Lars de Boom        |                                                | [ 3 ]                                |
| 2019—20                                             | Ваутер Госгенс  | Яп ван Дорп         | Лауренс Хукман      | Карло Гласберген    | Александр Маган тренер: Шари Лейббрандт        | ЧЕ 2019 (8 место)                    |
| 2022—23                                             | Ваутер Госгенс  | Яп ван Дорп         | Лауренс Хукман      | Тобиас ван ден Хюрк | Александр Маган тренер: Шари Лейббрандт        | ЧЕ 2022 (11 место)                   |
| 2023—24                                             | Ваутер Госгенс  | Лауренс Хукман      | Яп ван Дорп         | Тобиас ван ден Хюрк | Александр Маган тренер: Шари Лейббрандт        | ЧЕ 2023 (7 место)                    |
| 2023—24                                             | Ваутер Госгенс  | Лауренс Хукман      | Яп ван Дорп         | Александр Маган     | Тобиас ван ден Хюрк тренер: Шари Лейббрандт    | ЧМ 2024 (8 место)                    |
| 2024—25                                             | Ваутер Госгенс  | Тобиас ван ден Хюрк | Лауренс Хукман      | Александр Маган     | Simon Spits тренер: Шари Лейббрандт            | ЧЕ 2024 (9 место)                    |
| Кёрлинг среди смешанных пар (mixed doubles curling) |                 |                     |                     |                     |                                                |                                      |
| 2019—20                                             | Ванесса Тоноли  | Александр Маган     |                     |                     |                                                | [ 4 ]                                |
| 2022—23                                             | Ванесса Тоноли  | Александр Маган     |                     |                     |                                                | ЧНСП 2023                            |

(скипы выделены полужирным шрифтом)

## Результаты как тренера национальных сборных
| Год  | Турнир                            | Сборная              | Место      |
| ---- | --------------------------------- | -------------------- | ---------- |
| 2024 | Чемпионат Европы по кёрлингу 2024 | Нидерланды (женщины) | 1 (див. С) |